# Psittacosaurus
 Psittacosaurus  ist eine Gattung der Vogelbeckensaurier (Ornithischia) aus der Gruppe der Ceratopsia. Sie zählt zu den urtümlichen Vertretern dieser Gruppe und ihr Fossilbericht stammt aus der späten Unterkreide von Ostasien. Mit mehr als zehn bekannten Arten ist sie eine der artenreichsten Dinosauriergattungen.

## Merkmale

### Allgemeines
Psittacosaurus-Arten waren klein. Die größeren erreichten rund 2 Meter Länge, während die kleineren um ein Drittel kleiner waren. Das Gewicht wird auf rund 20 Kilogramm geschätzt. Die Hinterbeine waren deutlich länger als die Vorderbeine, vermutlich bewegte sich Psittacosaurus meist zweibeinig fort.

### Schädel

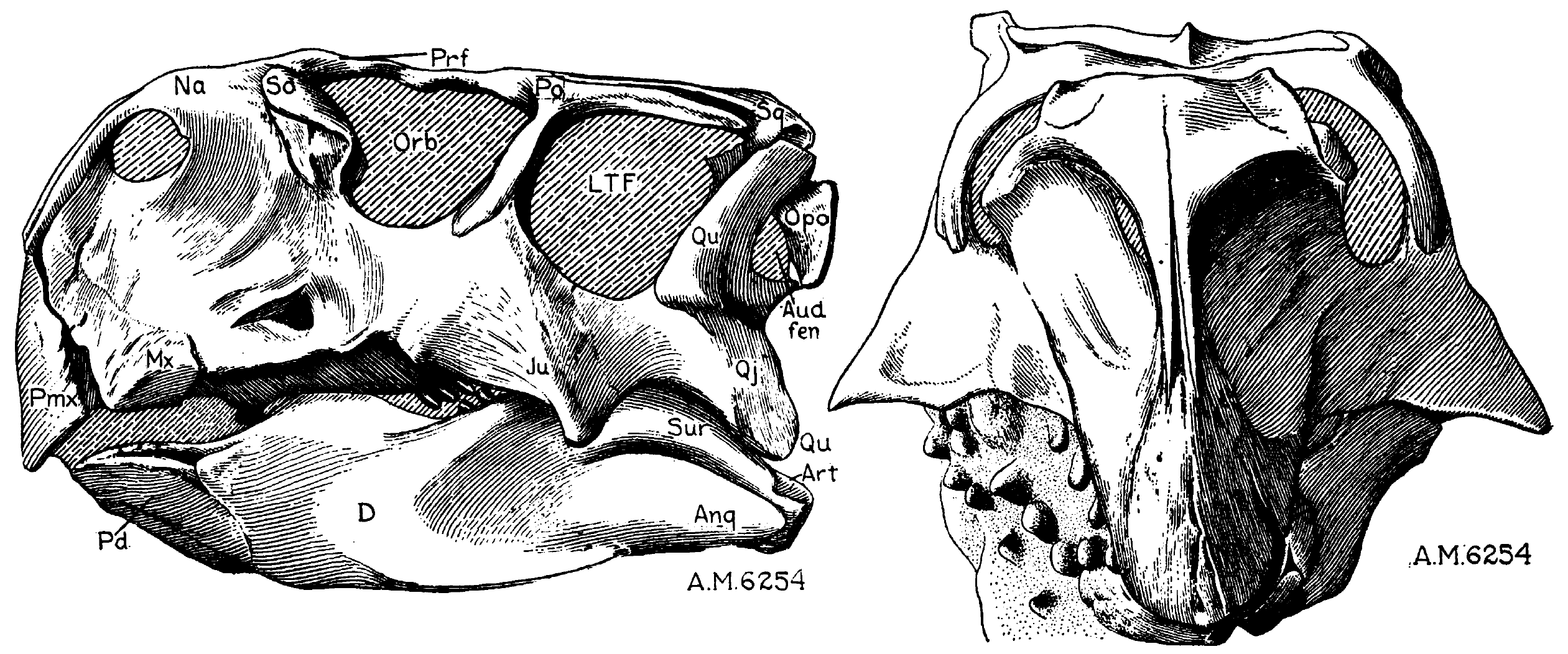
Schädel von P. mongoliensis in seitlicher und frontaler Ansicht. In: Osborn 1923

Von oben betrachtet (dorsal) ist der Schädel von Psittacosaurus annähernd fünfeckig. Wie bei allen Ceratopsia ist die Schnauze schmal und spitz und die Schläfenregion sehr breit und ausladend, sie wird durch seitliche Fortsätze des Os jugale gebildet. An der hinteren Oberseite des Kopfes bildet das Scheitelbein einen über das Hinterhauptsbein ragenden Rand – der aus Scheitel- und Schuppenbein bestehende Nackenschild späterer Ceratopsia ist noch nicht vorhanden.
Von der Seite betrachtet ist der Schädel annähernd rundlich und die Schnauze kurz; typisch für Psittacosaurus ist, dass der vor der Augenhöhle gelegene Teil des Schädels weniger als 40 % der Gesamtlänge ausmacht. Die schnabelartige Schnauze dieses Dinosauriers war wie bei allen Ceratopsia durch den Rostralknochen charakterisiert, einen vor dem Zwischenkieferbein an der Spitze des Oberkiefers gelegenen Knochen. Dieser bildete das funktionale Gegenstück zum Praedentale, dem vor dem Unterkiefer gelegenen Knochen, der bei allen Vogelbeckensauriern vorhanden war. Die Schnauzenregion ist dünn und hochgestreckt, woran vor allem das vergrößerte Zwischenkieferbein Anteil hat, die Nasenlöcher liegen sehr hoch am Kopf. Insgesamt ergibt sich dadurch die namensgebende, an Papageien erinnernde Gesichtsform. Verglichen mit den Neoceratopsia, den höher entwickelten Ceratopsia, war der Schnabel von Psittacosaurus rundlicher. Weitere Merkmale im Schädelbau, die diesen Dinosaurier von den Neoceratopsia unterscheidet, sind unter anderem das geschlossene Antorbitalfenster (ein Schädelfenster vor der Augenhöhle) und eine unverknöcherte Lücke in der Wand des Tränenkanals.

### Zähne
Im Gegensatz zu den urtümlichen Neoceratopsia hatte Psittacosaurus keine Zähne auf dem Zwischenkieferbein. Die Zähne des Ober- und Unterkiefers waren annähernd gleich groß und gleich zahlreich, die Anzahl variierte zwischen acht und zwölf. Die Zähne sind charakterisiert durch breite Kauflächen und selbstschärfende schneidende Enden. Die Zähne waren mit Zahnschmelz bedeckt, dieses war bei den oberen Zähnen an der bukkalen (backenseitigen) Seite und bei den unteren Zähnen an der lingualen (zungenseitigen) Seite deutlich dicker als an den jeweils gegenüberliegenden Seiten.

### Rumpfskelett

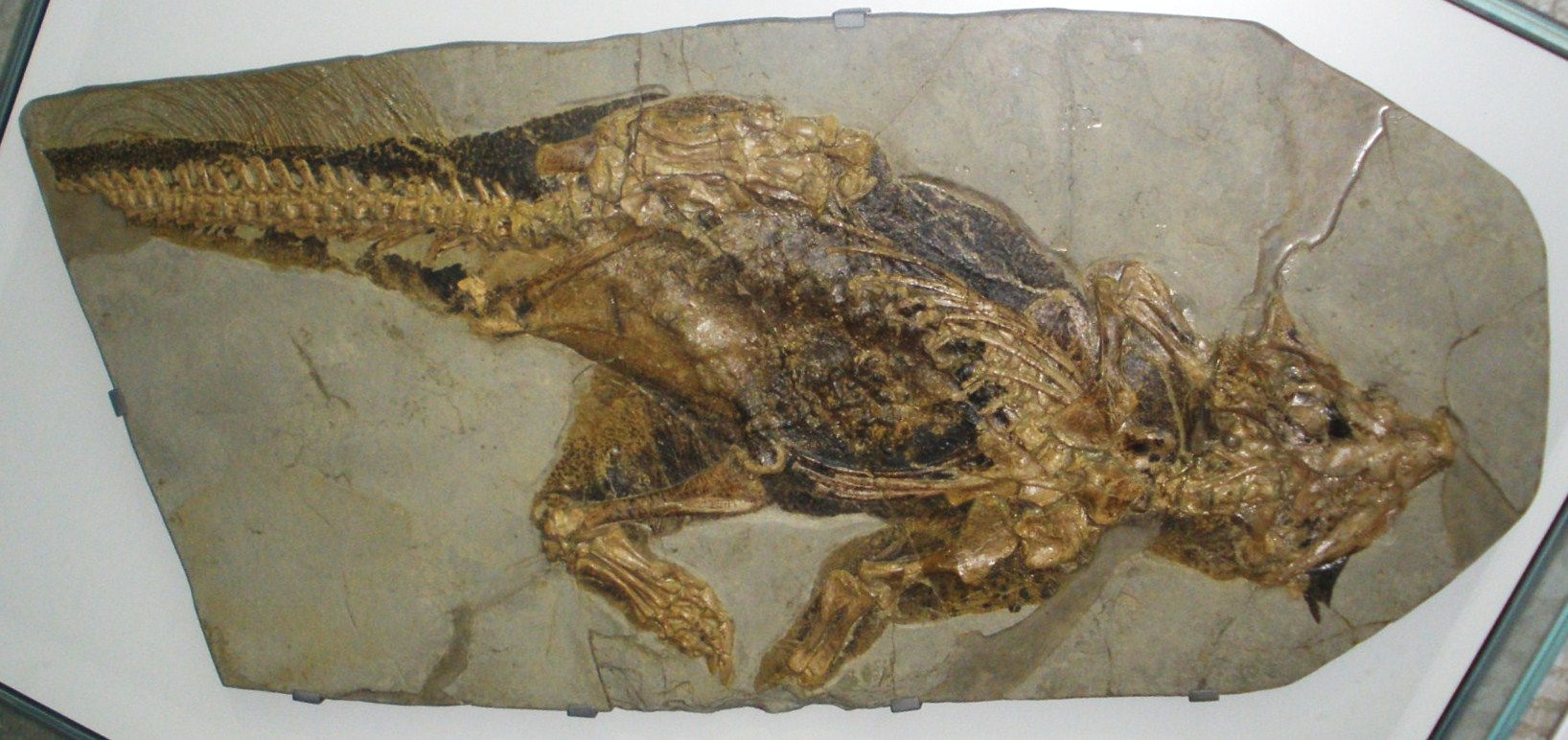
Fossil von Psittacosaurus sp. (SMF R 4970) mit hohlen, borstenartigen Hautanhängen auf der Oberseite des Schwanzes

Der Bau der Wirbelsäule dürfte bei allen Arten von Psittacosaurus gleich gewesen sein: sie setzte sich aus 21 vor dem Kreuzbein gelegenen Präsakralwirbeln (davon acht oder neun Halswirbel), sechs Sakralwirbel und rund 45 Schwanzwirbel zusammen. Bei einigen Arten war der Schwanz durch verknöcherte Sehnen versteift, bei anderen dürften diese gefehlt haben. Das Schulterblatt war langgestreckt, der Oberarm hingegen kurz. Die Hand ist charakterisiert durch die Verkleinerung des vierten und den völligen Verlust des fünften Fingers. Die ersten drei Finger sind kräftig und enden in Hufen. Insgesamt ist die Vordergliedmaße klein und erreicht nur 58 % der Länge der Hintergliedmaßen. (Bei den ähnlich gebauten basalen Neoceratopsia sind es rund 70 %.) Das Becken und die Hintergliedmaßen sind ähnlich gebaut wie bei anderen basalen Ceratopsia. Die Unterschenkel waren geringfügig länger als die Oberschenkel. Der Fuß endete in vier Zehen, die alle breite Hufe tragen, wobei die erste Zehe stark verkleinert ist.

### Integument

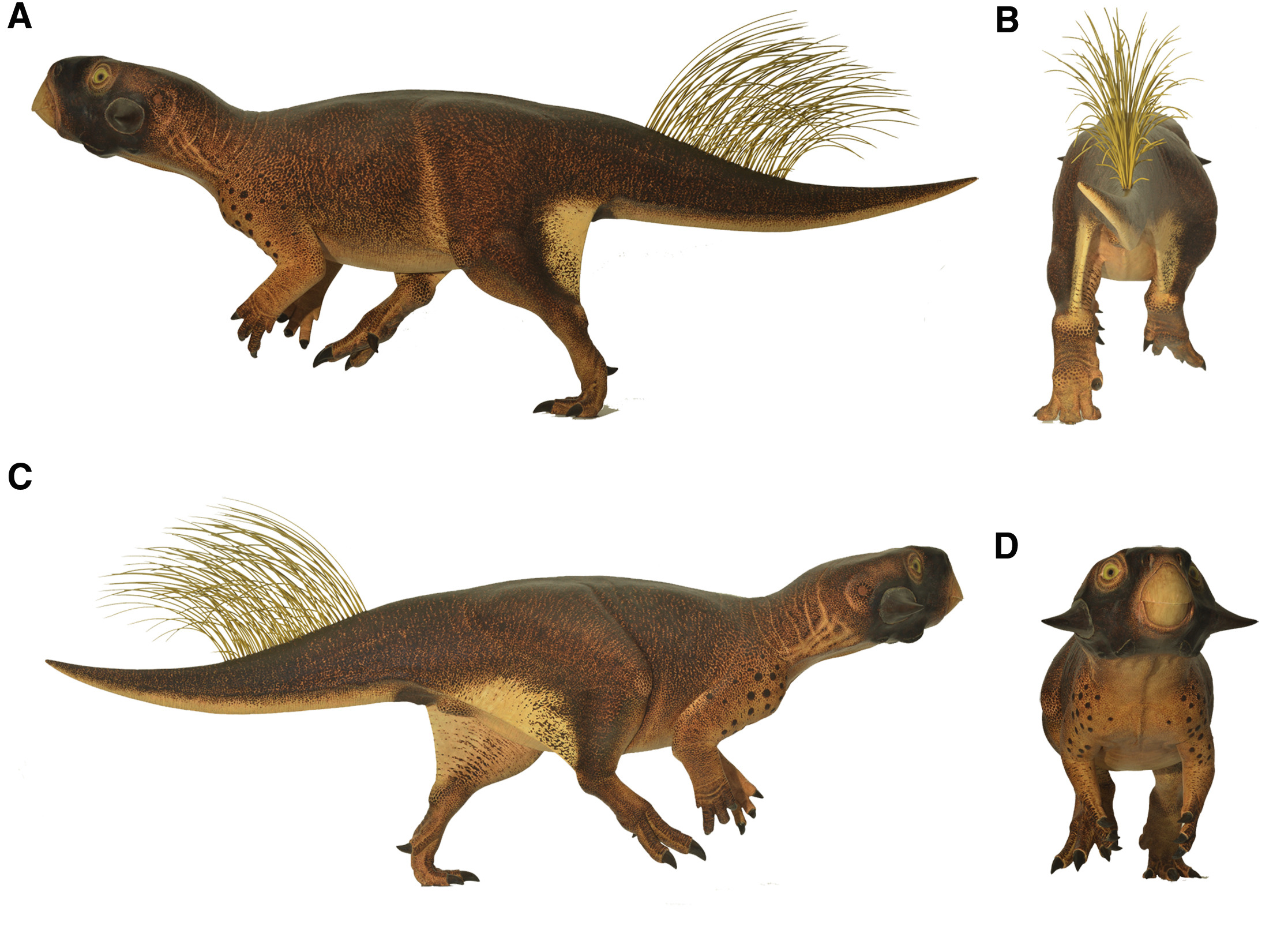
Aktuelle künstlerische Lebendrekonstruktion von Psittacosaurus sp. mit Hautanhängen

Bei einem in China gefundenen Individuum von Psittacosaurus (Archivnummer SMF R 4970) sind auch Teile des Integumentes, also der Haut, erhalten. Der Großteil des Körpers war mit Schuppen bedeckt. Größere Schuppen waren in unregelmäßigen Mustern angebracht, dazwischen befanden sich zahlreiche kleine Schuppen. Auffällig war eine Reihe hohler, borstenartiger, rund 16 Zentimeter langer Gebilde, die hintereinander auf der Oberseite des Schwanzes standen. Diese Borsten erinnern an die Protofedern, die bei einigen Theropoden entdeckt wurden. Es gibt aber keine Hinweise, dass diese Borsten von Psittacosaurus homolog zu denen der Theropoden waren. Da sie hintereinander und nur am Schwanz vorhanden waren, dürften die Borsten auch keine thermoregulatorischen Funktionen gehabt haben, sondern bei der Kommunikation – etwa bei Zurschaustellen bei der Balz – eine Rolle gespielt haben. Außerdem konnte mit Hilfe von fossil erhaltenen Melaninrückständen in den Schuppen nachgewiesen werden, dass Psittacosaurus eine dunkle Oberseite und eine helle Bauchseite hatte (Konterschattierung) und eine Färbung hatte, die für Waldbewohner typisch ist.

## Paläobiologie

### Verbreitung und Lebensraum
Fossile Überreste von Psittacosaurus wurden in weiten Teilen Ostasiens gefunden, vom südlichen Sibirien über China bis zu einem umstrittenen Fund aus Thailand. Diese Tiere dürften eine Reihe von Lebensräumen bewohnt haben. Neben Funden in Schichten, die auf trockene, wüstenartige Habitate hinweisen, gibt es auch solche in Ablagerungsstätten, die durch Prozesse in Flüssen oder Seen entstanden sind.
Sämtliche Funde von Psittacosaurus stammen aus der Unterkreide. Die meisten davon lassen sich zwischen dem Barremium und dem Albium und somit auf ein Alter von ca. 130 bis 100 Millionen Jahre datieren. Es gibt aber auch ältere Funde, die etwa 134 Millionen Jahre alt sind.

### Fortbewegung
Aufgrund des Baues der Gliedmaßen wird vermutet, dass Psittacosaurus meist auf zwei Beinen (biped) ging. Die Länge der Vorderbeine und der Bau der Hand schließen aber nicht aus, dass auch diese für Fortbewegungszwecke eingesetzt wurden. Der erste Finger der Hand war leicht opponierbar und wurde möglicherweise zum Ergreifen der Nahrung eingesetzt.

### Ernährung
Die vermutlich selbstschärfende Struktur der Zähne lässt auf hartes Pflanzenmaterial schließen, der spitze, papageienförmige Schnabel – wie bei allen Ceratopsia – auf eine selektive Nahrungsaufnahme. Im Gegensatz zu den späteren Ceratopsidae waren die Zähne noch nicht auf ein gründliches Zerkauen der Nahrung ausgerichtet. Stattdessen fand man bei zwei Exemplaren über 50 Gastrolithen (Magensteine), die auffallend groß waren und wohl eine wichtige Rolle bei der Verdauung der Pflanzennahrung spielten.

### Fortpflanzung und Entwicklung

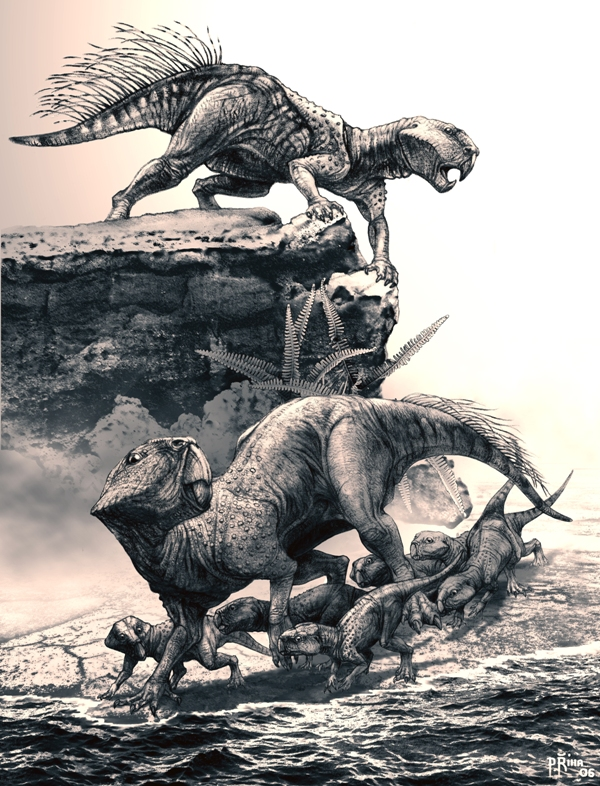
Impression der elterlichen Fürsorge bei Psittacosaurus

Psittacosaurus legte wie alle Dinosaurier Eier. Schlüpflinge und Jungtiere sind aus jedem Wachstumsstadium bekannt und lassen die Entwicklung dieser Dinosaurier gut erkennen. Die kleinsten Tiere sind Schlüpflinge von P. mongoliensis, die nur 11 bis 13 Zentimeter lang sind und einen 2,8 Zentimeter langen Schädel haben. In einer histologischen Studie wurde die Wachstumsrate dieser Tiere untersucht, die kleinsten Exemplare dabei wogen 0,9 Kilogramm und die größten knapp 20 Kilogramm. Die Wachstumsphase eines Psittacosaurus betrug etwa neun Jahre, bis die Maximalgröße erreicht war. Das ist ein schnelleres Wachstum als bei den meisten Reptilien, aber ein langsameres als bei Vögeln oder Plazentatieren.
Ein weiterer interessanter Fund stammt aus China. Hier wurden die Überreste eines erwachsenen Tieres mit 34 Jungtieren entdeckt, die alle ungefähr gleich alt waren und bei einer Katastrophe gemeinsam mit dem ausgewachsenen Tier ums Leben kamen. Dieser Fund könnte ein Hinweis für elterliche Fürsorge bei diesen Dinosauriern sein. Die hohe Anzahl der Jungtiere könnte darauf hindeuten, dass mehrere Weibchen ihre Eier in ein gemeinsames Nest legten, vielleicht ähnlich wie bei Straußen.

### Fressfeinde

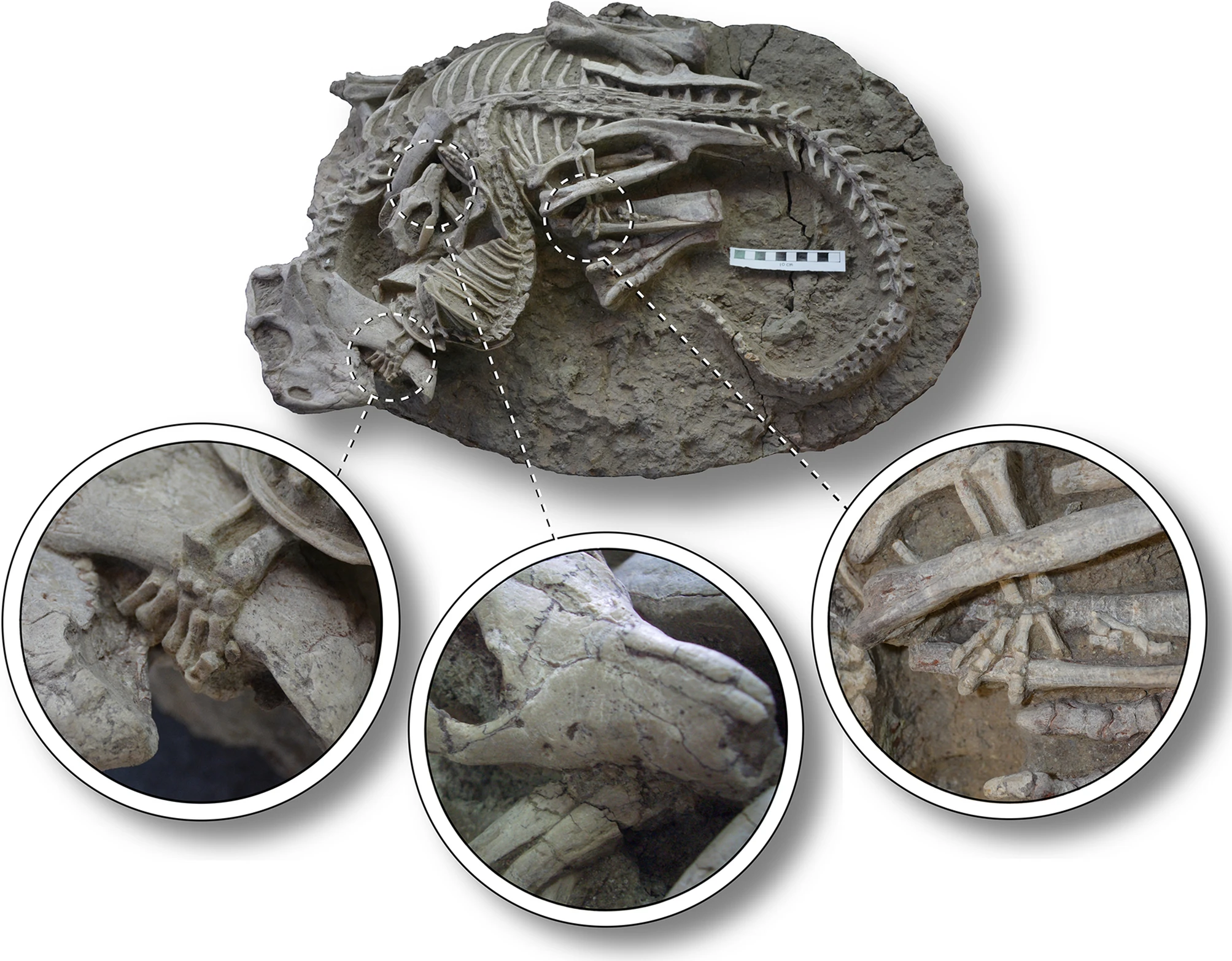
Psittacosaurus im Todeskampf mit Repenomamus, Fossil aus der Yixian-Formation

Vermutlich waren theropode Dinosaurier Fressfeinde von Psittacosaurus. In China wurde darüber hinaus das Skelett von Repenomamus, einem bis zu 1 Meter langen, urtümlichen Säugetier gefunden, in dessen Bauchhöhle sich Überreste eines jungen Psittacosaurus befanden. Dies ist der erste Hinweis darauf, dass mesozoische Säugetiere auch Dinosaurier gefressen haben. Zudem fand sich in der Yixian-Formation in der chinesischen Provinz Liaoning ein Fossil, das Psittacosaurus in einem Todeskampf mit Repenomamus überliefert zeigte. Das Säugetier, das nur rund 5,5 Kilogramm wog, hatte sich hierbei in den Vorderarm des fast fünfmal schwereren Dinosauriers verbissen, die Hinterbeine beider Tiere waren umschlungen. Das Geschehen fand durch einen Vulkanausbruch sein Ende.

## Systematik

### Taxonomie und Arten

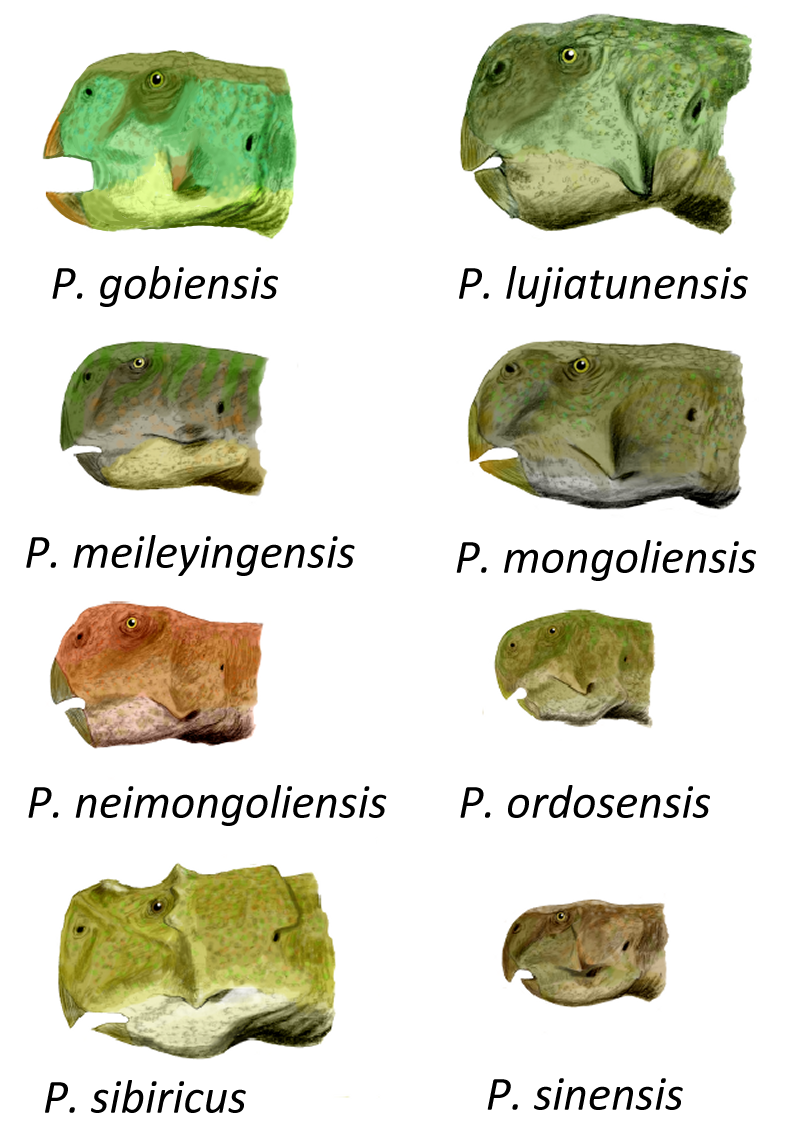
Lebendrekonstruktionen von Köpfen verschiedener Arten von Psittacosaurus im gleichen Maßstab

Die Bezeichnung Psittacosaurus stammt von Henry Fairfield Osborn, einem US-amerikanischen Paläontologen. Sie leitet sich von den griechischen Wörtern ψιττακός (psittakos) =„Papagei“ und σαῦρος (sauros) =„Echse“ ab und ist eine Anspielung auf den papageienartigen Schnabel. Typusart war P. mongoliensis, mittlerweile sind über zehn Arten bekannt. Somit zählt Psittacosaurus zu den artenreichsten Dinosauriergattungen (außer den Vögeln). Insgesamt wurden die Überreste von über 400 Individuen gefunden, was eine genauere taxonomische Untersuchung der einzelnen Funde erlaubt, da von vielen anderen Dinosauriern nur ein Fund und somit eine Art bekannt ist. Die einzelnen Arten unterscheiden sich im Bau des Schädels und der Zähne, in der Größe und teilweise auch im Bau des Beckens.
- Psittacosaurus guyangensis wurde in der Lisangou-Formation im chinesischen Autonomen Gebiet Innere Mongolei entdeckt und 1983 von Cheng beschrieben. Es sind die fragmentarischen Überreste von vier Tieren, darunter eines mit einem teilweise erhaltenen Schädel, bekannt. Das Artepitheton leitet sich vom Kreis Guyang her, die Funde werden in das Aptium oder Albium datiert. Manchmal wird P. guyangensis nicht als eigene Art, sondern als Synonym von P. mongoliensis betrachtet.

- Psittacosaurus lujiatunensis wurde 2006 von Zhou, Gao, Fox und Chen beschrieben. Der Fund stammt aus der Yixian-Formation in Liaoning und wurde nach dem nahegelegenen Dorf Lujiatun benannt. Die gefundenen Schädel waren 19 bis 21 Zentimeter lang, somit ist P. lujiatunensis größenmäßig vergleichbar mit P. mongoliensis. Die Funde werden in das frühe Hauterivium (rund 134 Millionen Jahre) datiert, womit P. major zu den ältesten Vertretern der Gattung zählt.

- Psittacosaurus major ist die jüngste beschrieben Art. Ihre Überreste stammen ebenfalls aus der Yixian-Formation und wurden im Jahr 2007 von Sereno, Zhao, Brown und Tan erstbeschrieben. Die Art ist von einem nahezu vollständigen Skelett samt Schädel bekannt. Charakteristisch für diese Art ist der große Schädel, der 30 % größer als der von mongoliensis ist. Die Funde werden in das frühe Aptium datiert. Nach einem Vergleich der Schädelmorphologie wurde P. major Mitte 2013 mit Psittacosaurus lujiatunensis synonymisiert[7].

- Psittacosaurus mazongshanensis war ein eher kleinerer Vertreter, dessen Überreste in der Provinz Gansu entdeckt und 1997 beschrieben wurden. Der Name stammt vom dortigen Gebirge Mazong-Shan. Charakteristisch für diese Art war die verhältnismäßig lange Schnauze. Die genaue Datierung ist umstritten, möglicherweise stammt der Fund aus dem Barremium.

- Psittacosaurus meileyingensis stammt aus der Jiufotang-Formation in Liaoning und wurde 1988 beschrieben, das Artepitheton spiegelt den Fundort wider. Die Art ist durch einen hohen Schädel und eine sehr kurze Schnauze charakterisiert. Das Alter wird in das frühe Aptium datiert.

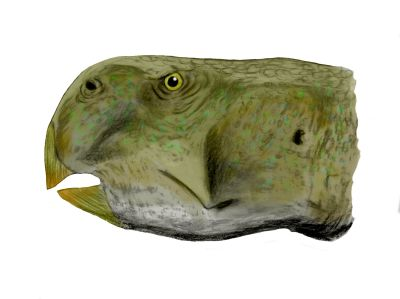
Kopfrekonstruktion von P. mongoliensis

- Psittacosaurus mongoliensis ist die Typusart. Die ersten Überreste stammen aus dem Öwörchangai-Aimag in der Mongolei, weitere Fossilien sind in der ganzen Mongolei und einigen Orten in Nordchina gefunden worden. Insgesamt sind über 75 Individuen bekannt, davon mehr als 15 Rumpfskelette. P. mongoliensis war mit rund 2 Metern Länge einer der größten Arten, die Funde stammen aus dem Aptium und Albium. Die zunächst als eigenständige Gattung Protiguanodon und später als Art Psittacosaurus protiguanodonensis beschriebenen Funde gelten heute als konspezifisch mit P. mongoliensis.

- Psittacosaurus neimongoliensis ist nach dem chinesischen Namen der Inneren Mongolei, nei mongol, benannt. Die Art wurde von Russell und Zhao 1996 erstbeschrieben und stammt aus der Ejinhoro-Formation in dieser Provinz. Neben Unterschieden im Schädel ist diese Art auch durch ein verlängertes Sitzbein, einem Teil des Beckens, charakterisiert.

- Psittacosaurus ordosensis stammt aus der gleichen Formation wie P. neimongoliensis und wurde ebenfalls 1996 von Russell und Zhao beschrieben. Sie ist nach der Region Ordos benannt, allerdings nur von Teilen des Schädels bekannt. Es war eine sehr kleine Art, die durch auffällige Wangenhöcker charakterisiert war.

- Psittacosaurus osborni wurde in der Lisangou-Formation in der Inneren Mongolei entdeckt und 1931 von C. C. Young erstbeschrieben. Das Artepitheton ehrt Henry Fairfield Osborn, den Erstbeschreiber von Psittacosaurus. Die Art lebte im Aptium oder Albium. Bei der zunächst als eigenständig beschriebenen Art P. tingi dürfte es sich um ein Synonym von P. osborni handeln; manchmal wird die Art auch als konspezifisch mit P. mongoliensis betrachtet.

- Psittacosaurus sattayaraki wurde in Thailand entdeckt und 1992 erstbeschrieben. Die Funde beschränken sich auf ein Bruchstück des Oberkiefers und einen teilweise erhaltenen Unterkiefer. Vielfach gelten die Funde als ungenügend für eine genaue Bestimmung und P. sattayaraki als nomen dubium. Es wäre der südlichste Fund der ansonsten nur aus Sibirien, der Mongolei und China bekannten Gattung Psittacosaurus.

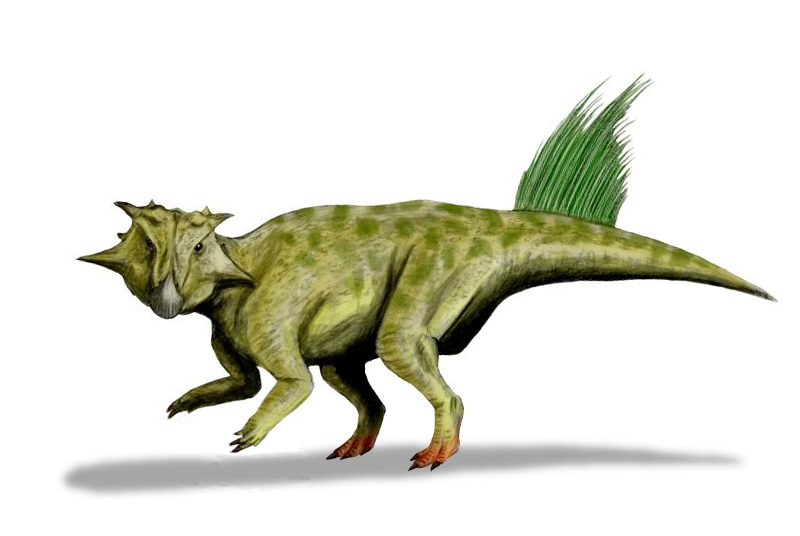
Veraltete künstlerische Lebendrekonstruktion von P. sibiricus

- Psittacosaurus sibiricus wurde schon in den 1950er-Jahren in der Oblast Kemerowo in Sibirien entdeckt, zunächst aber für P. mongoliensis gehalten. Erst Anfang des 21. Jahrhunderts beschrieb man die Funde als eigene Art. P. sibiricus zählte zu den größten Arten und war durch den relativ großen Nackenschild, die breiten Wangenhöcker und mehrere knöcherne Höcker rund um das Auge charakterisiert.

- Psittacosaurus sinensis wurde in der Qingshan-Formation in der chinesischen Provinz Shandong entdeckt und 1958 von C. C. Young erstbeschrieben. Von dieser Art sind über 20 Individuen bekannt, darunter fünf komplette Schädel. Es war eine kleinere Art mit weniger Zähnen, dafür waren die Wangenhöcker sehr breit.

- Psittacosaurus xinjiangensis ist nach dem chinesischen Xinjiang benannt, in der die Art entdeckt wurde. Die Erstbeschreibung erfolgte durch Sereno und Chao 1988, insgesamt sind über 10 Individuen bekannt. Die Art wird in das Aptium oder Albium datiert.

- Psittacosaurus youngi ist nach dem Paläontologen C. C. Young benannt und wurde 1962 beschrieben. Die Funde stammen aus der gleichen Formation wie P. sinensis, möglicherweise handelt es sich auch um die gleiche Art.

- Psittacosaurus gobiensis aus der Inneren Mongolei wurde 2009 erstbeschrieben. Die Art zeigt Anzeichen für eine Ernährung von Nüssen.[8]

Neben diesen beschriebenen Arten gibt es zahlreiche Funde von Psittacosaurus, die keiner Art zugeschrieben wurden, etwa weil die Funde zu spärlich sind oder eine detaillierte Beschreibung noch aussteht.

### Äußere Systematik
Die Gattung Psittacosaurus wird innerhalb der Ceratopsia zu den Psittacosauridae gerechnet, die daneben nur noch die kaum bekannte Gattung Hongshanosaurus umfasst. Abgesehen vom urtümlichen Yinlong bilden die Psittacosauridae die Schwestergruppe der übrigen, als Neoceratopsia zusammengefassten Ceratopsia. Das kommt in folgendem Kladogramm zum Ausdruck:
| N.N. | \| \| Psittacosauridae \| \| \| \| \| \| Neoceratopsia \| \| \| \| |
|      | \| \| Psittacosauridae \| \| \| \| \| \| Neoceratopsia \| \| \| \| |
|      | Yinlong                                                            |
|      |                                                                    |
|      | Psittacosauridae                                                   |
|      |                                                                    |
|      | Neoceratopsia                                                      |
|      |                                                                    |

|  | Psittacosauridae |
|  |                  |
|  | Neoceratopsia    |
|  |                  |

Umstritten ist dabei die Stellung von Chaoyangsaurus und dem nah verwandten Xuanhuaceratops.